# Photoscotosia albapex
Photoscotosia albapex là một loài bướm đêm trong họ Geometridae.